# Tonari

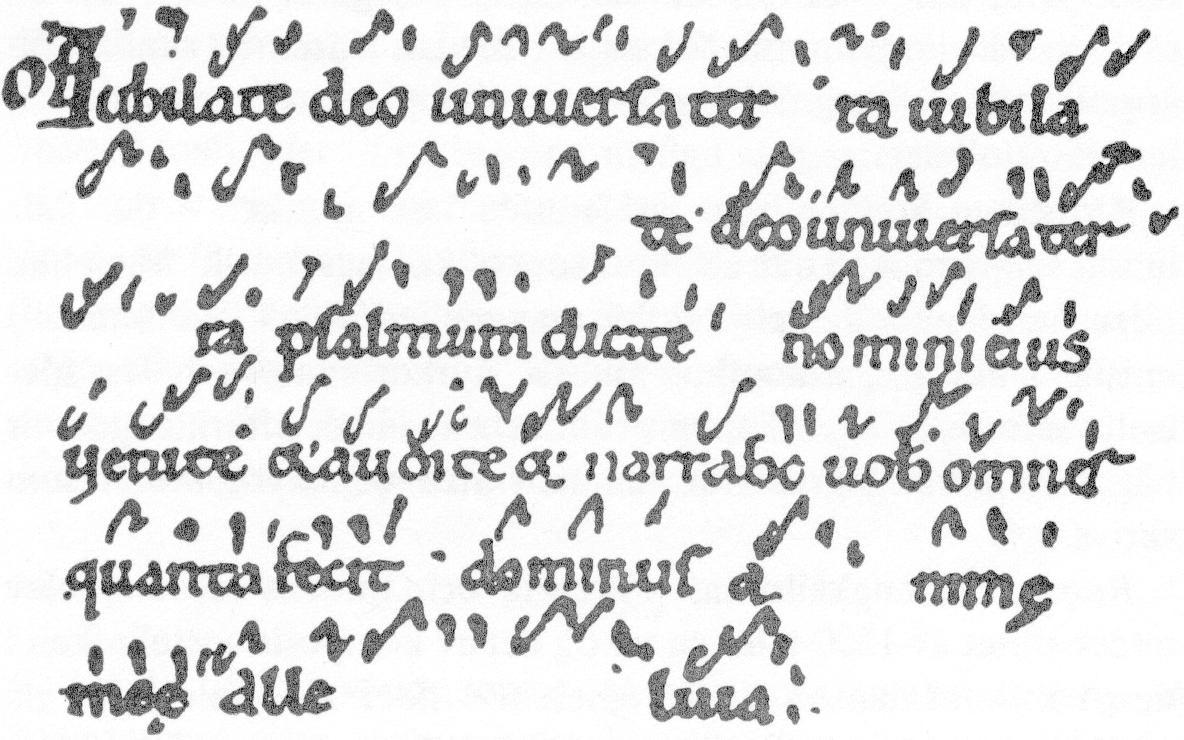
Neume

Tonari és un llibre litúrgic en el que es recullen antífones de l'ofici, missa, responsorials i cants entorn dels vuit modes del cant gregorià. Servien per indicar el to en el que s'havia de cantar. Són la base dels modes que l'església va desenvolupar als segles xi i xii i estaven ordenats melòdicament. Estan ordenats de manera litúrgica, posant primer un llistat d'antífones amb salm de la missa, i després les antífones d'ofici. El terme de Tonari té una derivació etimologia de la paraula llatina medieval Tonarium o Tonarius que significa To.

## Origen
Els manuscrits més antics que trobam només contenien la lletra. Tot s'havia d'aprendre de memòria. A mesura que anaven augmentant el nombre de melodies es feia més difícil la memorització d'aquests. Per facilitar aquest procés, es van introduir alguns neumes desenvolupats a partir dels accents gramàtics. Aquest mètode només servia pels que sabien la melodia. Aquesta notació rebia diferents noms: neumàtica, a diastemàtica, in campo aperto. A continuació es van escriure els neumes en diferents altures per situar els intervals, fins que es va donar pas a escriure dues línies. Va ser així fins a arribar al tetragrama que es sol atribuir a Guido D'Arezzo. Aquest fet va suposar un gran abans, ja que els músics podien interpretar les melodies sense haver-les sentit mai. El següent pas va ser perfeccionar els neumes fins al punt de situar-los en les línies i espais exactament.
Els primers tonaris que trobam són de finals del segle viii. Aquest mot sorgí a finals del segle X a Constanza en el catàleg de l'abadia de Pfävers i en la música de Berno de Reichenau. Es va utilitzar el primera vegada en el Tonale Sancti Bernardi.

## Organització
Els cants d'un mode concret solen acabar amb la mateixa nota, la final del modo. Cada modo té una dominant, anomenada també tenor, tubae o notes recitatives. Originalment, la dominant dels modes autèntics era la quinta, i en els modes plagals era la tercera. En els segles x i xi la dominant dels modes 3, 4 i 8 puja un grau fins a les posicions actuals, com es pot veure a la taula degut a l'estandardització dels sistemes de notació i solmització.
Els modes estan organitzats per parells. Cada parella té un autèntic i un plagal. Per indicar quin era Autèntic i quin era Plagal s'utilitzaven els noms de "Nonannoeane" per l'autèntic i "Noeagis" o "Noeais" pels plagals.
Taula
| Final | Dominant | Modo                    |
| Re    | La       | Protus autèntic (I)     |
| Re    | Fa       | Protus Plagal(II)       |
| Mi    | Si       | Deuterus autèntic (III) |
| Mi    | La       | Deuterus Plagal(IV)     |
| Fa    | Do       | Tritus autèntic (V)     |
| Fa    | La       | Tritus Plagal(VI)       |
| Sol   | Re       | Tetrardus autèntic(VII) |
| Sol   | Do       | Tetrardus Plagal(VIII)  |

Cada modo consta d'un pentacord conjuntament amb un tetracord. Les 5 primeres notes del modo formen el pentacord, i la darrera del pentacord, és la primera del tetracord. En els modes autèntics el tetracord està per sobre el pentacord, per altra banda, en els modes plagals es tetracord està per davall el pentacord.

## Tonaris
- Tonale Sancti Bernardi. Recull un diàleg entre un mestre i el seu deixeble on s'explica els principis teòrics del cant cistercenc (Huglo,1971, pàgs. 357-67).
- Tonari de Montpellier (Bibliothèque de l'École de Médicine H 159).És una de les fonts franceses més importants. És un recull de tota una família d'introits modalment relacionats. Es va escriure en el segle xi en el monestir de San Benigno de Dijon amb una notació importada d'Itàlia per Guillermo de Volpiano. Aquest tonari utilitza el sistema alfabètic de la <<a>> a la <<p>> (<<sistema a-p>>) i ho mescla amb uns neumes francesos. Està ordenat de la següent manera:
  - Introitos y comuniones: modos I a VIII.
  - Alleluias: modos I a VIII
  - Graduales:No classificats en autèntics i plegals.
  - Ofertorios: mateixa classificació que els graduals.
  - Tractos: modo II
- Tonari de Regino de Prüm. Té exemples de peces no antifonals.
- Tonari de San Riquier(París, BN f. Lat. 13158). És el tonari més antic. Només conté de peces del gradual. Classifica les peces per modes. És la mostra de l'adopció del sistema de vuit modes “octoechos”.
- Tonari de Metz (Bibliothèque Municipale, ms. 351). Es limita a indicar las vocals de les cadències finals
- Tonari de Toulouse (Londres,Bodleiann Lib rary, Harley 4951)
- Tonaris aquitans. Segueixen un altre tipus de nomenclatura proposat per Hucbaldo de Saint Amand a De harmonica instituzione.[3]